# Hemidactylium scutatum
Hemidactylium scutatum  är ett stjärtgroddjur i familjen lunglösa salamandrar som finns i östra Nordamerika. Arten är ensam i släktet Hemidactylium.

## Utseende
Salamandern är en helt liten art, med en längd på 5 till 10 cm. Den har fyra tår på alla fötterna, inklusive bakfötterna, där de flesta landlevande salamandrar har fem tår. Viss könsdimorfism råder: Honan har en avrundad nos, medan hanens nos är spetsig. Könsmogna hanar har också förstorade tänder i överkäken, som syns när munnen är stängd. Salamandern har en rödbrun till gråbrun rygg, ofta fläckig i svart och blått, och med gråaktiga sidor. Buken är blåvit med små, svarta fläckar.

## Utbredning
Arten finns i östra Nordamerika från sydligaste Kanada till nordligaste Florida. Utbredningen är tämligen fragmenterad i den västra delen av utbredningsområdet, speciellt i sydväst.

## Vanor
Salamandern lever i fuktiga, äldre skogar, främst barrskog, även om den också förekommer i lövskog. Den vill gärna ha rikligt med kvistar, grenar, stubbar och liknande på marken för att förse den med skydd och en lämplig miljö för fodersök. Tillgång till vattensamlingar för larvutvecklingen är ett krav; den föredrar dammar och träskmarker omgivna av vitmossa som underlag för äggen, även om andra typer av substrat också accepteras.  Under vintern övervintrar djuren i underjordiska håligheter.

### Föda och predatorer
De vuxna djuren äter leddjur och maskar. Larverna livnär sig på plankton och små maskar. Larverna tjänar som föda åt större salamandrar, medan de vuxna djuren tas av bland annat skunkar och olika ormarter.

### Fortplantning
Djuren leker på land under hösten. I april till maj lägger honan 20 till 60 ägg på land, i mossa och liknande substrat, men nära vatten dit de nykläckta larverna beger sig. Könsmognaden inträffar vid 2 till 3 års ålder, den lägre åldern för djur som lever i låglänta områden.